# Neanthes nubila
Neanthes nubila är en ringmaskart som först beskrevs av Jean Louis Armand de Quatrefages de Bréau 1865.  Neanthes nubila ingår i släktet Neanthes och familjen Nereididae. Inga underarter finns listade i Catalogue of Life.